# Elbtal (Hesse)
Pour les articles homonymes, voir Elbtal.
Elbtal est une municipalité allemande située dans l'arrondissement de Limbourg-Weilbourg et dans le land de la Hesse.